# نيكلاس أنسباخ
نيكلاس أنسباخ (بالألمانية: Niclas Anspach) هو لاعب كرة قدم ألماني، ولد في 22 يوليو 2000 في ألمانيا. لعب مع نادي أونترهاخينغ.

## وصلات خارجية
- نيكلاس آنسباش على موقع قاعدة بيانات كرة القدم.إي يو (الإنجليزية)
- نيكلاس آنسباش على موقع عالم كرة القدم.نت (الإنجليزية)